# Maribondo (ort)
Maribondo är en ort i Brasilien.   Den ligger i kommunen Maribondo och delstaten Alagoas, i den östra delen av landet, 1 400 km nordost om huvudstaden Brasília. Maribondo ligger 160 meter över havet och antalet invånare är 10 475.
Terrängen runt Maribondo är kuperad söderut, men norrut är den platt. Maribondo ligger nere i en dal. Maribondo är det största samhället i trakten.
Omgivningarna runt Maribondo är en mosaik av jordbruksmark och naturlig växtlighet. Runt Maribondo är det ganska tätbefolkat, med 129 invånare per kvadratkilometer.